# Chołmskaja
Chołmskaja (ros. Холмская) – stanica w Rosji, w Kraju Krasnodarskim, w rejonie abińskim. W 2010 liczyła 17 585 mieszkańców.

## Urodzeni
- Anatolij Sierdiukow